# Kloster St. Josef Breitenfurt bei Wien

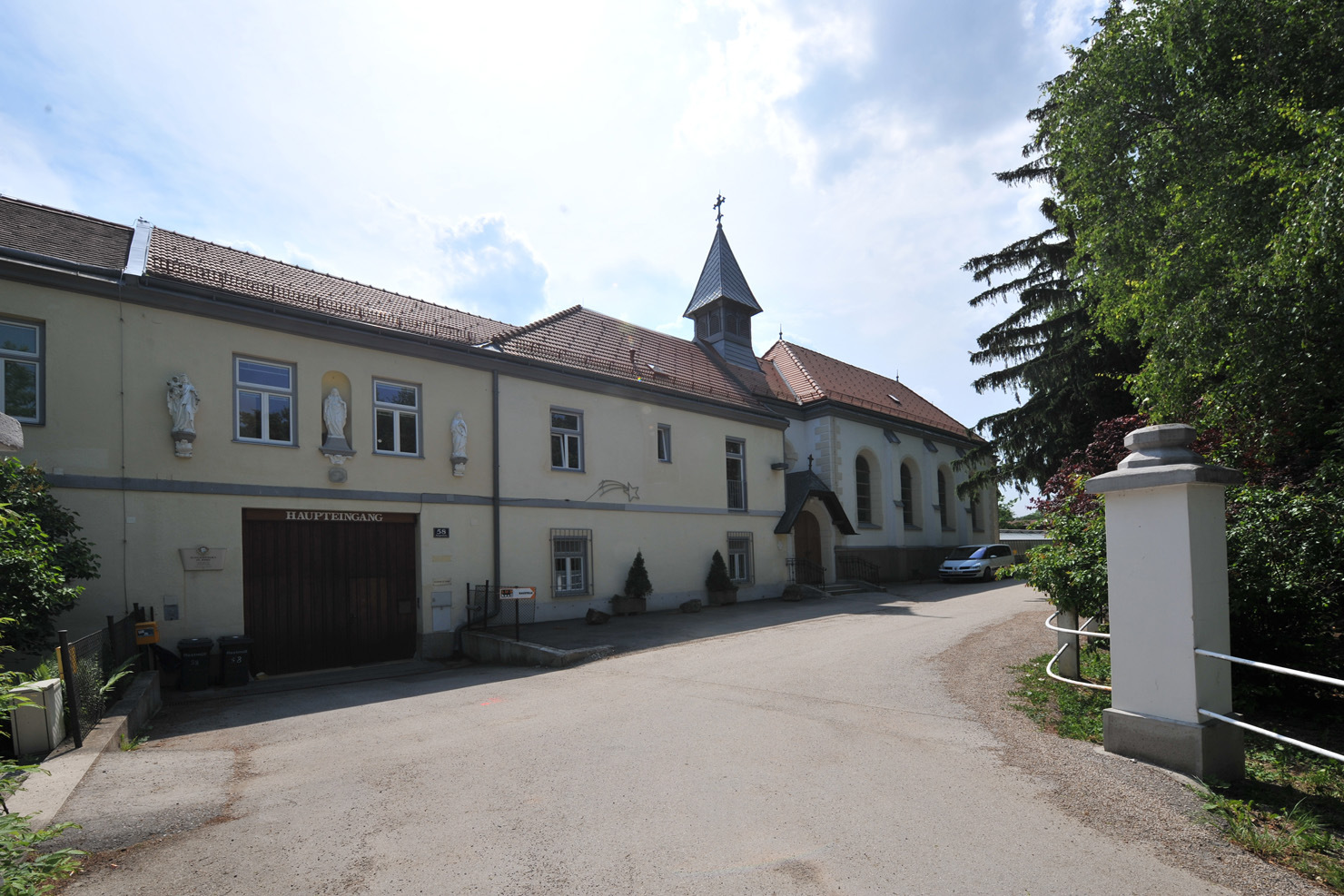
Straßentrakt vom Kloster St. Josef in Breitenfurt bei Wien

Das Kloster St. Josef Breitenfurt bei Wien steht auf Hauptstraße Nr. 58 in der Marktgemeinde Breitenfurt bei Wien im Bezirk Mödling in Niederösterreich. Das Kloster „Zufluchtsort“ St. Josef gehört der römisch-katholischen Kongregation der Töchter der göttlichen Liebe.  Der Straßentrakt des Klosters und die Klosterkapelle stehen unter Denkmalschutz (Listeneintrag).

## Geschichte
Seit 1818 bestand am Bach Reiche Liesing eine Mühle, die zuerst Förstermühle oder Hönigmühle, dann Tauchnermühle genannt wurde. Die Mühle wurde 1873 von der Kongregation der Töchter der göttlichen Liebe erworben und umgebaut. Die Kapelle des Klosters wurde 1910 mit dem Baumeister Kajetan Miserovsky und dem Architekten Heinrich Winkler erbaut. Von 1942 bis 1971 war das Kloster und die Kapelle die Pfarre Breitenfurt-Ost, die Kapelle damit auch Pfarrkirche, abgelöst vom Neubau der Pfarrkirche Breitenfurt bei Wien-St. Bonifaz.

## Klostergebäude
Der zweigeschoßige vierflügelige Bau einer Mühle wurde nach 1873 mehrfach für die Nutzung als Kloster umgebaut.

## Klosterkapelle
Der neugotische Kapellenbau aus 1910 hat einen eingezogenen Rechteckchor und trägt über dem Portaltrakt einen Dachreiter. Die Fassade ist mit Ortsteinen gegliedert. Das Portal hat ein Schopfwalmdach.
Der Saalraum der Kapelle hat seitlich Blendnischen. Der schmälere leicht erhöhte Chor hat abgerundete Ecken. Die eingezogene Orgelempore hat eine gerade Brüstung.
Der Altartisch und der Tabernakel sind neugotisch gestaltet. Das Altarblatt hl. Josef an der Chorwand wurde 1727 von Johann Michael Rottmayr für die Karmeliterkirche In der Laimgrube gemalt, 1870 der Kongregation der Töchter der göttlichen Liebe geschenkt, 1945/1946 vom Maler und Restaurator Robert Eigenberger (1890–1979) restauriert und hierher übertragen.